# John E. Hull

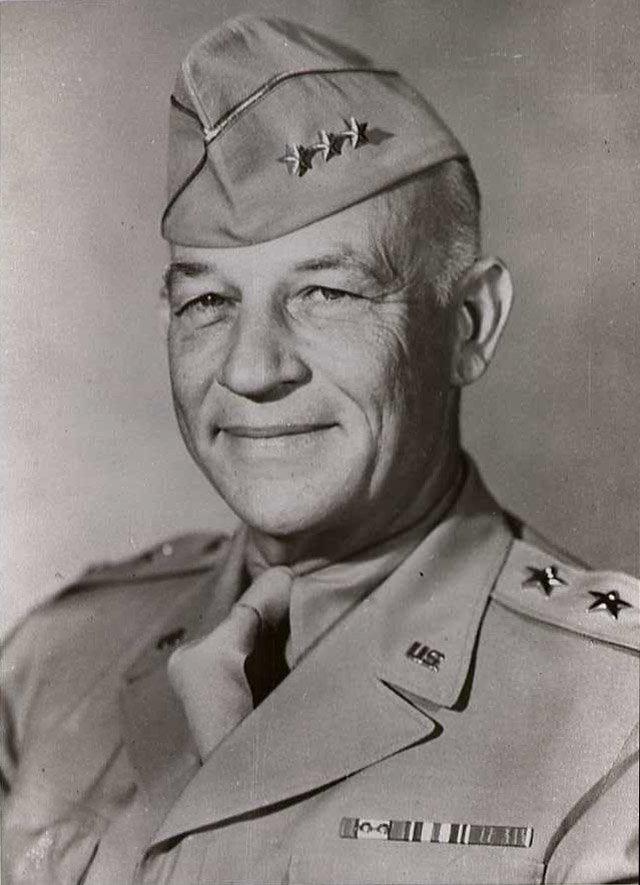
General John E. Hull

John Edwin Hull (* 26. Mai 1895 in Greenfield, Ohio; † 10. Juni 1975) war General der Armee der Vereinigten Staaten und Vice Chief of Staff of the Army (dt. etwa: Stellvertretender Generalstabschef).

## Karriere
Hull besuchte einen medizinischen Vorkurs an der Miami University in Oxford, Ohio, bevor er 1917 der US-Armee beitrat, um im Ersten Weltkrieg zu kämpfen. Er besuchte das United States Army War College und das National War College.
Im Zweiten Weltkrieg war Hull ab 1942 Assistant Chief of Staff im Kriegsministerium der Vereinigten Staaten, was er bis 1946 blieb, ab 1944 war er auch Director of Operations Division (Chef der Operationsabteilung). In diesen Funktionen war er unter anderem an den Planungen für die Operation Downfall beteiligt. Er galt als der erfahrenste Offizier der Armee für die Strategie von Überseeoperationen.
Nach dem Krieg diente er 1948 bis 1949 als Kommandeur der United States Army Pacific, 1949 bis 1951 war er Direktor der Weapons Systems Evaluation Group (Vorgängerin des Institute for Defense Analyses) im US-Verteidigungsministerium. 1951 wurde er Deputy Chief of Staff, anschließend bis 1953 Vice Chief of Staff der US-Armee. Nach dem Ende des Koreakrieges kommandierte er von 1953 bis 1955 das United States Far East Command und war Commander in Chief United Nations Forces Far East.
Nach seinem Abschied als General am 30. April 1955 wurde Hull im Herbst 1955 zum Präsidenten der Manufacturing Chemists' Association gewählt.
Unter dem ersten Sicherheitsberater der USA, Robert Cutler, war Hull Vorsitzender eines Beratergremiums.

## Auszeichnungen
John E. Hull erhielt zahlreiche Auszeichnungen, darunter die Distinguished Service Medal, den Silver Star, die Legion of Merit, die World War I Victory Medal, die World War II Victory Medal sowie die Korean Service Medal und damit verbunden die United Nations Service Medal for Korea.
1954 wurde Hull Ehrendoktor der Miami University. In der Laudatio hieß es: "Now commanding the forces of the U.S. and of the United Nations in a crucial area of strategic concern in the free world's effort to halt the spread of Communism, keeper of the alert watchfulness and bearer of the prayerful hopes of free men." (Kommandeur der Streitkräfte der USA und der Vereinten Nationen in einem kritischen Bereich von strategischer Bedeutung für die Bemühung der Freien Welt, die Ausbreitung des Kommunismus aufzuhalten, Hüter der aufmerksamen Wachsamkeit und Träger der andächtigen Hoffnungen der freien Menschheit.)